# Zimmern unter der Burg
Zimmern unter der Burg é um município da Alemanha, no distrito dos Alpes de Zollern, na região administrativa de Tubinga, estado de Baden-Württemberg.